# Ceropegia linearis
Ceropegia linearis ist eine Pflanzenart der Gattung Leuchterblumen (Ceropegia) in der Unterfamilie Seidenpflanzengewächse (Asclepiadoideae). Die Unterart Ceropegia linearis subsp. woodi ist eine pflegeleichte Zimmerpflanze und „die“ Leuchterblume schlechthin. Sie wurde früher als eigene Art aufgefasst.

## Merkmale
Ceropegia linearis besitzt kugelige, außen raue Wurzelknollen. Die windenden, kriechenden oder hängenden Stängel können mehrere Meter lang werden und ihr Durchmesser ist mit 1 bis 2 mm vergleichsweise dünn. Die sukkulenten Laubblätter weisen etwa 3 bis 10 mm lange Blattstiele auf. Die lanzett- bis herzförmige und zugespitzte Blattspreite besitzt eine dunkelgrüne Oberseite mit weißen Flecken; die Unterseite ist hellgrün, zum Teil etwas rötlich.
Die zwittrigen, zygomorphen Blüten sind 2 bis 2,5 Zentimeter lang. Die Kronblätter sind verwachsen. Die Färbung der Kronröhre und des Kronkessels variiert von grünweiß bis weißlich violett mit dunklen violetten Streifen. Der kugelige bis ovale Kronkessel misst etwa 4 mm im Durchmesser. Er geht mit einer deutlichen Einschnürung in die Kronröhre über, die etwa 2 mm Durchmesser aufweist. Sie erweitert sich nur wenig auf etwa 3 mm Durchmesser und ist hellviolett oder violett-gestreift, zum oberen Ende auch weißlich genetzt oder gepunktet. Die Kronzipfel sind konkav nach innen gewölbt und an den Spitzen verwachsen. Die Basis ist breit-dreieckig, im weiteren Verlauf zur Spitze hin sind die Kronzipfel entlang der Mittelrippe vollständig zurückgeschlagen. Die Farbe variiert von purpurfarben bis hellgrün. Auch die Länge variiert.

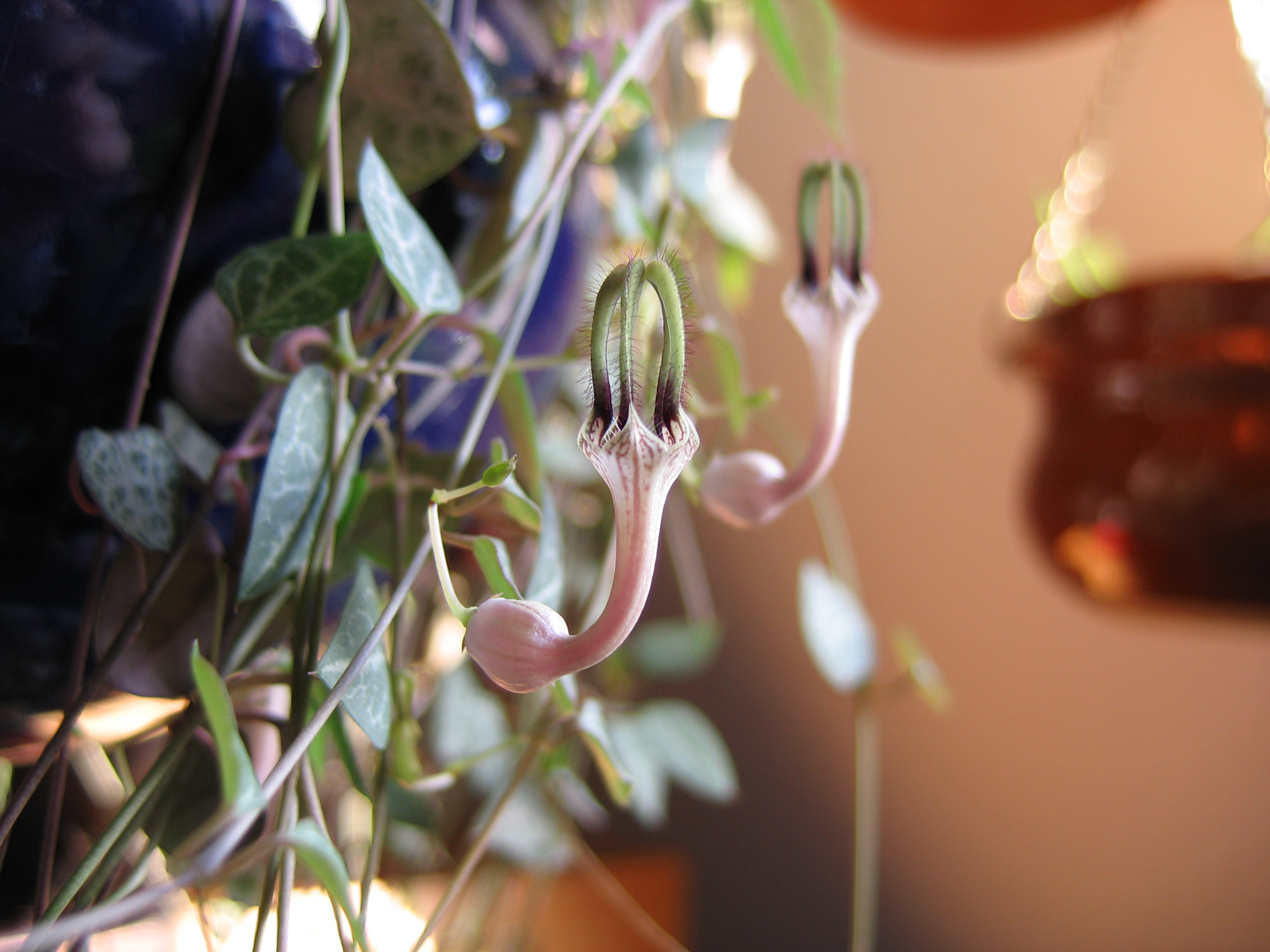
Ceropegia linearis subsp. woodii, andere Variante

## Systematik
Derzeit werden vier Unterarten unterschieden, die zum Teil jeweils mehrere Synonyme haben:
- Ceropegia linearis subsp. linearis (inkl. Ceropegia caffrorum Schltr., Ceropegia caffrorum var. dubia N.E.Br.)
- Ceropegia linearis subsp. debilis (N.E.Br.) H.Huber (Syn.: Ceropegia debilis N.E.Br.)
- Ceropegia linearis subsp. tenuis (N.E.Br.) Bruyns (Syn.: Ceropegia tenuis N.E.Br.)
- Ceropegia linearis subsp. woodii (Schlechter) H.Huber (Syn.: Ceropegia woodii Schlechter, inklusive Ceropegia euryacme Schltr., Ceropegia leptocarpa Schltr., Ceropegia barbetonensis N.E.Br., Ceropegia hastata N.E.Br., Ceropegia schoenlandii N.E.Br.). In vielen populärwissenschaftlichen Büchern und auf Websites wird sie noch als eigenständige Art behandelt.

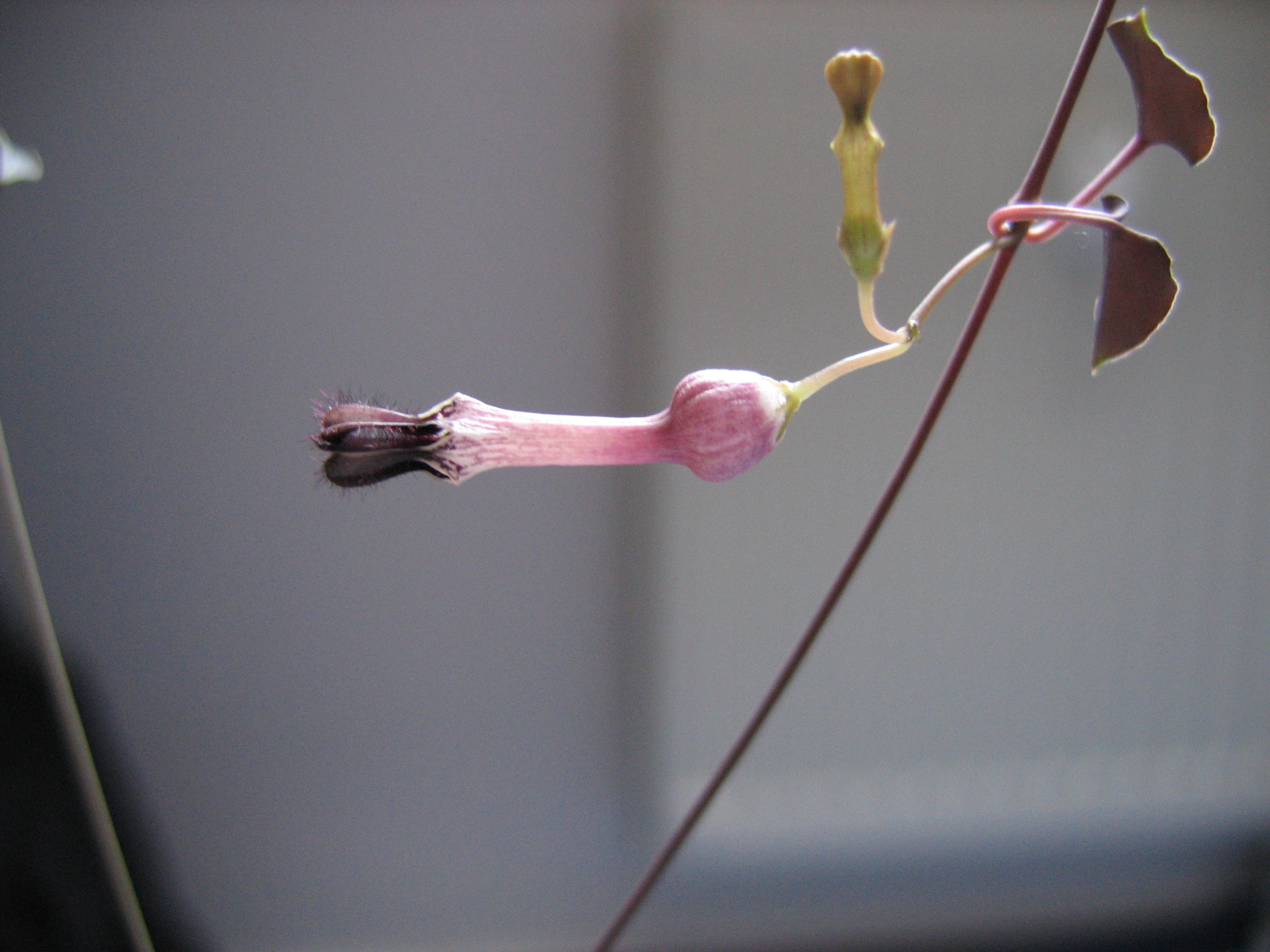
Ceropegia linearis subsp. woodii, weitere Variante

## Vorkommen
Das sehr große Verbreitungsgebiet dieser Art reicht von Kenia im Norden über Malawi, Simbabwe, Mosambik bis nach Südafrika.
- Ceropegia linearis subsp. linearis kommt in Mosambik, und in Südafrika (KwaZulu-Natal und Ostkapprovinz) vor.
- Ceropegia linearis subsp. debilis ist in Malawi beheimatet.
- Ceropegia linearis subsp. tenuis hat ihr Verbreitungsgebiet in der Ostkapprovinz von Südafrika.
- Ceropegia linearis subsp. woodii ist auf KwaZulu-Natal in Südafrika beschränkt. Diese Unterart Ceropegia linearis subsp. woodii ist eine pflegeleichte Zimmerpflanze.